# نجدت سانجار
احمد نجدت سانجار (به ترکی استانبولی: Ahmet Necdet Sançar)  (زاده ۱ مه ۱۹۱۰ – درگذشته ۲۲ فوریه ۱۹۷۵) معلم ادبیات ترکی بود که به یکی از شخصیت‌های برجسته ایدئولوژی پان‌ترکیسم تبدیل شد. او برادر کوچکتر یکی دیگر از ملی گرایان برجسته ترکیه به نام  نهال آتسیز بود. 

## سیاست
دو برادر از جهات بسیاری شباهت‌های قوی داشتند. هر دو معلم ادبیات بودند و از یک ایدئولوژی سیاسی یکسان دفاع می‌کردند. او نیز، مانند برادرش، در جریان دادگاه ترک‌چولوک داواسی (محاکمه پان‌ترکیسم) محاکمه شد. این محاکمه واکنشی از سوی دولت به افزایش قدرت جبهه ملی‌گرایان در کشور بود، زیرا ملی‌گرایان با سیاست‌های رئیس‌جمهور دوم ترکیه، عصمت پاشا، مخالف بودند. در نهایت، سانچار مجرم شناخته نشد و تبرئه شد. او تا پایان عمرش به ایده‌های افراطی راست‌گرایانه خود پایبند ماند.

## لینک های خارجی
- آخرین سخنرانی نجدت سانچار در جریان محاکمه پان ترکیسم (به ترکی استانبولی)